# Ucieszków
Ucieszków (dodatkowa nazwa w j. niem. Autischkau) – wieś w Polsce, w województwie opolskim, w powiecie kędzierzyńsko-kozielskim, w gminie Pawłowiczki.

## Nazwa
Wieś wzmiankowana po raz pierwszy w łacińskim dokumencie z 1223 roku gdzie zanotowana została w zlatynizowanej, staropolskiej formie „Cescovo” Dawna nazwa została później zgermanizowana na Autischkau. Spis geograficzno-topograficzny miejscowości leżących w Prusach z 1835 roku, którego autorem jest J.E. Muller notuje polską nazwę miejscowości Uciśkow i niemiecką Autischkau.
15 marca 1947 r. nadano miejscowości polską nazwę Ucieszków.

## Historia
Od pocz. XIX w. na wizerunku pieczęci gminnej: mężczyzna trzymający w prawej ręce ceber z wodą, w lewej chorągiew (św. Florian).
Do głosowania podczas plebiscytu uprawnione były w Ucieszkowie 664 osoby, z czego 549 tj.  ok. 82,7%,  mieszkańców polskojęzycznych (w tym 546, ok. 82,2% całości, mieszkańcy urodzeni w miejscowości). Oddano 653 głosy (ok. 98,3% uprawnionych), w tym 648 (ok. 99,2%) ważnych; za Niemcami głosowało 514 osób (ok. 78,7%), a za Polską 134 osoby (ok. 20,5%).
W 1885 r. w miejscowości mieszkało 925 osób, w 1933 r. – 948 osób, a w 1939 r. – 897 osób.

## Zabytki
Do rejestru zabytków Narodowego Instytutu Dziedzictwa wpisane są:
- kościół parafialny pw. Opatrzności Boskiej z 1. połowy XIX w.
- dom zakonny elżbietanek przy ul. Klasztornej 8 z 1910 roku.

Najstarsze znane informacje o kościele w Ucieszkowie pochodzą z 1358 roku. W 1805 r. zbudowano nową, klasycystyczną świątynię; po pożarze w 1809 r. odbudowano ją w latach późniejszych. W czasie II wojny światowej kościół został uszkodzony, a jego odbudowa miała miejsce w 1951 roku.